# Paxten Aaronson
Paxten Reid Aaronson (ur. 26 sierpnia 2003 w Medford) – amerykański piłkarz grający na pozycji pomocnika w holenderskim klubie FC Utrecht na wypożyczeniu z niemieckiego Eintrachtu Frankfurt oraz reprezentacji Stanów Zjednoczonych. Uczestnik Letnich Igrzysk Olimpijskich 2024 w Paryżu.
Jego brat Brenden Aaronson również jest piłkarzem.

## Sukcesy

### Philadelphia Union
- Finalista MLS Cup(inne języki): 2022(inne języki)[5]

### Eintracht Frankfurt
- Finalista Pucharu Niemiec: 2022/23[6]

### Stany Zjednoczone U-20
- Mistrzostwo CONCACAF U-20: 2022(inne języki)[7]

### Indywidualne
- Król strzelców mistrzostw CONCACAF U-20: 2022(inne języki) (7 goli)[8]

### Wyróżnienia
- Drużyna turnieju mistrzostw CONCACAF U-20: 2022(inne języki)[9]
- Najlepszy zawodnik mistrzostw CONCACAF U-20: 2022(inne języki)[8]